# Prefeituras da Albânia
A Albânia é dividida em doze prefeituras (em albanês prefektura, prefekturë) ou condados (qarku, qark). Cada prefeitura contém vários distritos (por vezes descritos como subprefeituras).
| Cor | Prefeitura  | Centros     | População | Área (km²) | Distritos                         |
| --- | ----------- | ----------- | --------- | ---------- | --------------------------------- |
|     | Berati      | Berati      | 193,000   | 1802 km²   | Berati, Kuçovë, Skrapar           |
|     | Dibër       | Peshkopi    | 227,000   | 2507 km²   | Bulqizë, Dibër, Mat               |
|     | Durrës      | Durrës      | 246,000   | 827 km²    | Durrës, Krujë                     |
|     | Elbasani    | Elbasani    | 365,000   | 3278 km²   | Elbasani, Gramsh, Librazhd, Peqin |
|     | Fier        | Fier        | 480,000   | 1887 km²   | Fier, Lushnjë, Mallakastër        |
|     | Gjirokastër | Gjirokastër | 114,000   | 2883 km²   | Gjirokastër, Përmet, Tepelenë     |
|     | Korçë       | Korçë       | 356,221   | 5044 km²   | Devoll, Kolonjë, Korçë, Pogradec  |
|     | Kukës       | Kukës       | 114,500   | 2373 km²   | Has, Kukës, Tropojë               |
|     | Lezhë       | Lezhë       | 122,000   | 1581 km²   | Kurbin, Lezhë, Mirditë            |
|     | Escodra     | Escodra     | 256,000   | 3562 km²   | Malësi e Madhe, Pukë, Escodra     |
|     | Tirana      | Tirana      | 626,000   | 1631 km²   | Kavajë, Tirana                    |
|     | Vlorë       | Vlorë       | 198,200   | 2706 km²   | Delvinë, Sarandë, Vlorë           |

Nota:  Referências e informações sobre os dados desta tabela podem ser encontradas em artigos
individuais ligados para os municípios.